# Cleoporus lineatus
Cleoporus lineatus es un coleóptero de la familia Chrysomelidae.
Fue descrita científicamente en 1999 por Medvedev & Sprecher-Uebersax.